# Catefinis
Els catefinis (Catephiini) són una tribu de lepidòpters ditrisis de la família dels erèbids (Erebidae), subfamília Arctiinae.
La tribu està estretament relacionada amb la tribu Omopterini, també dins d'Erebinae, encara que els gèneres pertanyents a cada tribu no estan ben determinats.

## Gèneres
- Catephia
- Nagia
- Paranagia